# 1819 no jornalismo
Nesta página encontrará referências aos acontecimentos directamente relacionados com o jornalismo ocorridos durante o ano de 1819.

## Eventos
- julho — Início da publicação quinzenal em Londres do periódico português "O campeão portuguez. Ou o amigo do rei e do povo : jornal politico, publicado todos os quinze dias para advogar a cauza e interesses de Portugal". Foi publicado até 1821.[1]

## Nascimentos
| Data        | Nome                         | Profissão                                                           | Nacionalidade  | Observações | Ref |
| ----------- | ---------------------------- | ------------------------------------------------------------------- | -------------- | ----------- | --- |
| 2 de março  | Hipólito Cassiano Pamplona   | magistrado, jornalista e político                                   | Brasil         | m. 1895     |     |
| 16 de março | José Maria da Silva Paranhos | estadista, professor, político, jornalista, diplomata e monarquista | Brasil         | m. 1880     |     |
| 31 de maio  | Walt Whitman                 | poeta, ensaísta e jornalista                                        | Estados Unidos | m. 1892     |     |
| ??          | João de Lemos                | jornalista, poeta e dramaturgo                                      | Portugal       | m. 1890     |     |

## Mortes
| Data | Nome | Profissão | Nacionalidade | Observações | Ref |
| ---- | ---- | --------- | ------------- | ----------- | --- |